# Ricardo Nunes (empresário)
Ricardo Nunes (Divinópolis, 1970) é um empresário brasileiro. Fundou e presidiu a gigante varejista Ricardo Eletro, chegando a faturar mais de R$12 bilhões anualmente e empregar mais de 45.000 funcionários. Porém não faz mais parte da empresa desde 2019, e nem ao grupo Máquina de Vendas, originada com a fusão de sua empresa com a Insinuante, Eletroshopping, Salfer e City Lar em Março de 2010.
Ricardo Nunes vendeu sua parte na gigante do varejo antes da exponencial queda e consequente fim da empresa.

## Carreira
Iniciou sua carreira como vendedor após a morte de seu pai, aos 12 anos de idade, vendendo mexericas na rua. Aos 18 anos passou a transportar bichos de pelúcia de São Paulo para vender em sua cidade natal. Em 1989 abriu com a família sua primeira loja, chamada Ricardo Eletro, com apenas 20m², que apesar do nome vendia apenas pelúcias, passando a vender eletrodomésticos posteriormente. 
Sua loja cresceu exponencialmente ao longo dos anos até que, no início de 2010, quando detinha a terceira colocação entre as varejistas de móveis e eletrodomésticos em todo o país, anunciou sua fusão com a baiana Insinuante, líder no Nordeste do país. A operação formou a Máquina de Vendas, nova segunda colocada no ranking nacional, atrás apenas do Grupo Pão de Açúcar, proprietário das redes Casas Bahia, Ponto Frio e Extra Hipermercados.

### Venda da Ricardo Eletro
Desde 2015, Ricardo Nunes deixou o lado estratégico da Ricardo Eletro, junto ao seus quatro sócios na época, e já procurava expandir seus negócios para outras áreas. 
Em 2018, a companhia foi auditada e em 2019 realizou a venda para o fundo de investimento estrangeiro.
Atualmente, o foco principal do Ricardo está em sua empresa de educação voltada para desenvolvimento empresarial: a R1 Empresarial, através do Método RGV.

### Guinness Book
Ricardo Nunes, entrou para o Guinness Book, o livro dos recordes mundiais, em 2014 na categoria Most home appliances sold by one person in 24 hours. 
Ricardo se propôs a fazer um evento em que teria que vender mais de 600 eletrodomésticos, sozinho, sem ajuda de outros vendedores, em 24 horas.
Precisou de apenas 5 horas e bateu o até então recorde, do americano Joe Girard.
A ação foi acompanhada e auditada por 10 juízes do Guinness Book.
O dia 24/10/2014, marcou sua entrada para o livro dos recordes.

### Prisão
Em 2011 foi condenado à prisão por corrupção ativa, depois de uma denúncia da Procuradoria da República, por ter pago propina a um auditor fiscal da Receita para que a Ricardo Eletro não fosse autuada; o empresário recorreu ao Tribunal Regional Federal e a ação corre sob segredo de Justiça.
Em julho de 2020, Ricardo e sua filha Laura Nunes foram presos na operação "Direto com o Dono", sob a acusação de sonegarem aproximadamente R$400 milhões em impostos ao longo de mais de 5 anos. De acordo com o Ministério Público do Estado de Minas Gerais, a rede de varejo Ricardo Eletro cobrava dos consumidores, embutido no preço dos produtos, o valor correspondente aos impostos, mas não fazia o repasse.